# Иртуганов, Сергей Георгиевич
Сергей Георгиевич Иртуга́нов (род. 10 августа 1988) — российский кандидат в космонавты-испытатели отряда ФГБУ «НИИ ЦПК имени Ю. А. Гагарина». Опыта космических полётов не имеет. До поступления в отряд космонавтов работал инженером гражданской авиации.

## Биография
Родился 10 августа 1988 года городе Ульяновске.
В 2010 году окончил с отличием Ульяновское высшее авиационное училище гражданской авиации по специальности «Безопасность технологических процессов и производств», специализация «Поисковое аварийно-спасательное обеспечение полётов в гражданской авиации» получил квалификацию инженер.
С 2007 по 2010 год проходил обучение на военной кафедре по ВУС «Штурман Ил-76», по окончании присвоено звание лейтенант и квалификация штурмана Ил-76.

## Космическая подготовка
27 января 2021 года решением Межведомственной комиссии назван одним из победителей конкурса по открытому набору в отряд космонавтов и рекомендован к назначению на должность кандидата в космонавты-испытатели отряда «Роскосмоса». 1 апреля 2021 года был включён в штат отряда космонавтов.
29 июня 2022 года в составе условного экипажа (позывной «Дельфин») вместе с Константином Борисовым и Сергеем Тетерятниковым принял участие в тренировках по действиям после посадки космического корабля на водную поверхность, которые прошли на базе 179-го спасательного центра МЧС России в Ногинске. Во время тренировок экипаж успешно отработал все виды тренировок, входящих в программу «водного выживания»: «сухую», «длинную» и «короткую». Получил квалификацию «Водолаз». 
14 - 16 февраля 2023 года в составе условного экипажа вместе с инструкторами ЦПК Дмитрием Закотенко и Константином Барановым принял участие в тренировках по действиям после посадки в лесисто-болотистой местности зимой («зимнее выживание»).
14 июня 2023 года успешно сдал в ЦПК имени Ю.А. Гагарина государственный экзамен, завершающий двухгодичный курс общекосмической подготовки, но в  связи с заключением Главной медицинской комиссии от 27 апреля 2023 года о негодности к специальным тренировкам кандидата в космонавты-испытатели Сергея Иртуганова, вопрос о присвоении ему квалификации «космонавт-испытатель» на заседание МВКК 16 июня не выносился.
30 июня 2023 года отчислен с должности кандидата в космонавты-испытатели по медицинским показателям и уволен из Центра подготовки космонавтов.